# Amblyiulus polyzonus
Amblyiulus polyzonus är en mångfotingart som beskrevs av Carl Graf Attems 1926. Amblyiulus polyzonus ingår i släktet Amblyiulus och familjen kejsardubbelfotingar. Inga underarter finns listade i Catalogue of Life.